# Intelligentie
Intelligentie is een mentale eigenschap met veel verschillende functies, zoals het vermogen om overeenkomsten en verschillen waar te nemen, het vermogen zich in de ruimte te oriënteren, het kunnen redeneren,   het kunnen plannen en het vermogen problemen te doorgronden en op te lossen. Verder valt ook het vermogen om in abstracties te kunnen denken, ideeën en taal te begrijpen en te produceren, informatie op te slaan in het geheugen en daar weer uit op te halen, en het kunnen leren uit ervaringen, onder het begrip 'intelligentie'. Bij hogere diersoorten als chimpansees zijn vermoedelijk bepaalde, met menselijke intelligentie vergelijkbare functies werkzaam, bijvoorbeeld het taalbegrip. 
Aangeboren intelligentie wordt ook wel aangeduid als begaafdheid of talent. Intelligentie is een kenmerk van de persoonlijkheid van het individu. Verschillende soorten, of bepaalde facetten van intelligentie zijn bij verschillende individuen verschillend ontwikkeld. Zo leert de een makkelijker een nieuwe taal, terwijl de ander zich sneller kan oriënteren in de ruimte. Hierbij spelen sociale achtergrond, opleiding en cultuur een belangrijke rol.

## Definities
David Wechsler, een Amerikaanse psycholoog die de Wechsler intelligentietests ontwierp, definieerde intelligentie  als het vermogen doelgericht te handelen, rationeel te denken en effectief met de omgeving om te gaan.
Twee Nederlandse intelligentieonderzoekers, Wilma Resing en Pieter Drenth, omschreven het begrip intelligentie, in een uitgave voor een breed publiek uit 2001, als 'een conglomeraat van verstandelijke vermogens, processen en vaardigheden', zoals:
- abstract, logisch en consistent kunnen redeneren,
- verbanden kunnen leggen,
- problemen kunnen oplossen,
- regelmatigheden - patronen - kunnen ontdekken in schijnbaar ongeordend materiaal,
- met bestaande, eerder verworven kennis nieuwe taken aankunnen,
- zich kunnen aanpassen aan nieuwe situaties,
- zelfstandig kunnen leren, zonder directe en volledig instructie nodig te hebben.[1]

Deze omschrijving heeft veel gemeen met de verschillende soorten van intelligentie die de Amerikaanse psycholoog Robert Sternberg onderscheidt.

## Algemene intelligentie
De Britse psycholoog Charles Spearman beschouwde intelligentie als een vorm van mentale energie, of "algemene factor", ook wel factor G (general). Daarnaast onderscheidde hij nog een specifieke factor (S, specific). Een veelgebruikte test voor algemene intelligentie (factor G) is de Raven-test. Het idee dat intelligentie in één algemene factor of index te vatten is, werkt nog steeds door in sommige moderne intelligentietests.

## Vormen van intelligentie
Amerikaanse psychologen uit het begin van de 20e eeuw, zoals Thurstone, Cattell en Guilford, ontwikkelden modellen waarin intelligentie is samengesteld uit meerdere, naast elkaar bestaande dimensies of factoren. Dit ging in tegen het idee van één enkele,  algemene vorm van intelligentie, vastgelegd in het IQ. Een belangrijk onderscheid van Cattell was dat tussen vloeibare intelligentie en gekristalliseerde intelligentie. Dit is min of meer synoniem met de twee soorten inzicht, die respectievelijk zijn gebaseerd op het abstract denken en op de ervaring. Mensen die hoog scoren op vloeibare intelligentie vertonen een sterkere activatie van de prefrontale cortex, in taken die een beroep doen op het werkgeheugen.  
Amerikaanse psychologen als Robert Sternberg, Howard Gardner en Daniel Goleman hebben later vanuit een andere invalshoek het begrip intelligentie willen verbreden en nuanceren, door aandacht te vragen voor vormen van intelligentie die met de gewone intelligentietests niet goed zijn vast te stellen. Zo ontwikkelde Gardner het concept meervoudige intelligentie en onderscheidt Sternberg drie vormen van intelligentie: analytische, synthetische (of creatieve) en praktische intelligentie. Gardner wil alleen spreken over intelligenties, in meervoud, omdat mensen goed kunnen zijn in de ene vorm van intelligentie en minder in de andere. Gardner onderscheidt zeven vaardigheden waarin iemand meer of minder intelligent kan zijn: taal, wiskunde, muziek, intermenselijke relaties, ruimtelijke oriëntatie, lichaamsbeheersing en zelfkennis. Maar in grote lijnen onderscheiden zowel leken als onderzoekers drie hoofdcomponenten van intelligentie: respectievelijk analytische, praktische, en sociaal-emotionele intelligentie.

### Analytische intelligentie
Analytische intelligentie verwijst naar het abstract kunnen redeneren, en de vaardigheid om met nieuwe omstandigheden om te gaan, zoals het analyseren van nieuwe informatie. Resing en Drenth (2001) omschrijven analytische intelligentie als alle verstandelijke vermogens, processen en vaardigheden waardoor de mens abstract, logisch en samenhangend kan nadenken, problemen kan oplossen en relaties of verbanden kan leggen. Het is deze vorm van intelligentie die nodig is om op school goed te kunnen presteren. Intelligentietests, zoals de IQ-test, zijn ontwikkeld om analytische intelligentie te meten, met als doel de prestaties op school of in het later beroep te voorspellen.

### Praktische intelligentie
Praktische intelligentie verwijst naar hoe competent iemand is in alledaagse situaties, bijvoorbeeld in welke mate iemand oplossingen vindt voor alledaagse problemen op het werk of thuis. Het begrip verwijst naar de mate waarin iemand een 'expert' geworden is in de dagelijkse, bekende, praktische taken.

### Sociale intelligentie
Sternberg onderscheidt aan de intelligentie een contextuele kant, een ervaringskant en een componentenkant. De contextuele kant is de mate waarin iemand snel kan inspelen op de eisen van de omgeving, en ook snel kan zien of hij of zij tegen die taak is opgewassen, hulp kan gaan zoeken, of de taak zo kan wijzigen dat hij of zij die toch aankan. Dit is de praktische intelligentie uit het dagelijks leven. Belangrijk hierin is de sociale intelligentie of sociale cognitie. De ervaringskant is het gemak waarin iemand al denkende en doende op ideeën komt en inventief kan zijn in het leggen van verbanden tussen al bekende en nieuwe problemen. Dit is de creatieve gerichtheid van het brein. De componentenkant betreft het analytisch proces dat in het brein plaatsvindt als een probleem moet worden opgelost. Welke denkstrategieën worden daarbij gebruikt en welke denkstappen gezet? En in welke volgorde? Deze kant van de intelligentie sluit het meest aan bij wat er in het onderwijs van leerlingen wordt gevraagd.

### Emotionele intelligentie
Goleman heeft naast de rationele aspecten aandacht gevraagd voor de emotionele intelligentie. Hierin zijn zelfkennis, verplaatsing in de gedachten en gevoelens van anderen en het vermogen tot samenwerken met, en aansturing van, anderen belangrijke componenten. Het begrip komt sterk overeen met dat van de sociale intelligentie. Goleman heeft voor deze vorm van intelligentie ook een test ontwikkeld, de EQ-test genoemd, analoog aan de IQ-tests. Hierbij moet worden opgemerkt dat de term 'emotionele intelligentie' strikt gezien een verkeerde is, aangezien het woord intelligentie per definitie verwijst naar de intellectuele vermogens en niet naar de emotionele.

### Creativiteit en wijsheid
Meestal worden onder het begrip intelligentie niet eigenschappen als creativiteit en wijsheid begrepen. Guilford sprak echter van divergente productie, een vorm van intelligentie die veel gemeen heeft met creativiteit. Ook Sternbergs synthetische intelligentie heeft hiermee te maken. De psycholoog Raymond B. Cattell maakte verder een onderscheid tussen twee vormen van intelligentie die hij aanduidde als fluïde intelligentie en gekristalliseerde intelligentie. De eerste vorm had vooral te maken met het vermogen om snel en abstract te kunnen denken, de tweede vorm met kennis en ervaring. Wijsheid kan men beschouwen als een variant op deze tweede vorm.

## Visies op intelligentie
Naast de verschillende, onderscheiden vormen van intelligentie, bestaan er verschillende visies op intelligentie. Twee van deze visies weerspiegelen samen het nature - nurture debat, de vraag of intelligentie aangeboren, dan wel aangeleerd is, dankzij een al dan niet gunstige sociale omgeving. Een derde visie legt de nadruk op de (school)prestaties. Alle drie visies omvatten de analytische, praktische, sociale en de emotionele intelligentie. Als mensen spreken over 'intelligentie', bedoelen ze vaak een bepaalde vorm van intelligentie, en vanuit een bepaalde, ideologisch gekleurde visie. In een gesprek over intelligentie moet duidelijk zijn over welke vorm van intelligentie het gaat, en vanuit welke visie men spreekt, om zo misverstanden te vermijden. Zeker in een praktisch belangrijk gesprek - zoals op een oudercontact - is dit belangrijk.

### Nature
Volgens de eerste visie is intelligentie iets dat wordt meegekregen bij de geboorte, een aangeboren potentieel tot intelligent gedrag, dat al of niet tot zijn recht komt. Men kan zakken voor een examen of vroegtijdig van school gaan, en toch intelligent zijn. 

### Nurture
Volgens de visie die de nadruk op nurture legt, wordt iedereen geboren met hetzelfde potentieel of dezelfde mogelijkheden tot intelligent gedrag. De verschillen in intelligentie tussen mensen wordt verklaard vanuit verschillen in de leeromgeving, bijvoorbeeld in welke mate iemand thuis of op school gemotiveerd werd om bij te leren, of de mogelijkheden van kinderen om al dan niet naar school te gaan. Binnen deze visie is iemand intelligent als dit ook effectief tot uiting komt. 
Bovenstaande geldt niet voor diegenen die met een cerebrale handicap worden geboren, of post partum (na de bevalling) een verstandelijke handicap hebben opgelopen. Ook bij NAH geldt dat soms niet, of blijft de intelligentie op dezelfde hoogte, maar komt deze minder tot zijn recht, door het hersenletsel.

### Prestatiegerichte visie
Deze visie impliceert dat iemand intelligent is als hij hoge scores haalt op een test. Die prestatiegerichte visie is duidelijk terug te vinden op school. Iemand is intelligent genoeg wanneer hij op alle toetsen, opdrachten en examens op voldoende wijze slaagt. Iemand is heel intelligent als hij heel hoge scores behaalt. Dit is de vaak gehanteerde visie van intelligentie. Rapportcijfers of IQ-score bepalen de mate waarin iemand intelligent is.

## Intelligentie en maatschappelijke positie
Mensen met een hoge intelligentie blijken gemiddeld een betere maatschappelijke positie en hoger inkomen te hebben dan mensen met een lage intelligentie. Volgens bepaalde studies (zie bijvoorbeeld The Bell Curve) is het zelfs zo dat milieu of afkomst daarbij minder gewicht in de schaal leggen dan iemands (aangeboren) intelligentie.

## Intelligentie en etniciteit
Een onderwerp van veel discussie is de vraag of er bij het verband tussen etniciteit en intelligentie sprake is van een causaal verband of van correlatie. Zo blijken in de Verenigde Staten zwarte Amerikanen gemiddeld 15 punten lager te scoren op een standaard IQ-test dan blanke Amerikanen. Ook zijn er verschillen gevonden tussen IQ's van mensen die deel uitmaken van negroïde, europide en Oost-Aziatische rassen. Hierbij bleek de eerste groep het laagst, en de laatste groep het hoogst te scoren. Het z.g. ras-intelligentiedebat gaat vooral om de vraag in hoeverre deze verschillen toe te schrijven zijn aan aangeboren biologische factoren of aan omgevingsfactoren zoals voeding, televisie en onderwijs. Ook is er kritiek geuit op de methodiek van onderzoek, en de eventuele culturele bevooroordeeldheid (cultural bias) van IQ-tests in onderzoek naar verschillen in intelligentie tussen verschillende etnische groepen. Een mogelijke invloed die een rol kan spelen is ten slotte de negatieve verwachting, of het 'stereotype threat'-effect.

## Intelligentie en hersenen
Hoewel algemeen aangenomen wordt dat intelligentie een eigenschap is van de menselijke hersenen (het brein), staat het nog niet vast welke eigenschappen van de hersenen dit nu precies zijn. Sommige onderzoekers menen dat intelligentie niet op één plek in de hersenen zit, maar een eigenschap is van het hele brein. Eén mogelijkheid is dat de hersenmassa (het totale volume van de grijze stof van de hersenen) een factor van belang is. Er zijn echter ook studies die wijzen op de rol van specifieke hersengebieden. Zo blijkt bijvoorbeeld dat patiënten met beschadigingen in de prefrontale cortex vooral laag scoren op tests voor fluïde (= meer abstracte) intelligentie. Een recent overzicht van 37 verschillende hersenstudies laat zien dat met name gebieden in de pariëtale cortex en frontale cortex een rol spelen bij intelligentie. Het betrof hier vooral studies naar algemene intelligentie; de factor G. Deze gebieden spelen een rol bij aandacht, geheugen en taalprocessen. De onderzoekers vermoeden dat niet alleen de gebieden zélf van belang zijn, maar ook de integratie binnen het frontaal-pariëtale netwerk. Vooral de snelheid van informatieoverdracht via de onderlinge verbindingen, de zogenaamde witte stof zou daarbij een sleutelrol spelen. Dit laatste idee wordt bevestigd door recente hersenstudies waaruit blijkt dat bij intelligente personen sprake is van meer efficiënte verbindingen tussen verschillende hersengebieden. Deze verbindingen worden gevormd door bundels van zenuwvezels die lopen tussen delen van de hersenen. Interessant is dat deze relatie is aangetoond als de hersenen in een rusttoestand verkeren. Een andere aanwijzing dat hersenen van intelligente mensen efficiënter werken is gevonden in PET-onderzoek. Dit laat zien dat er, in de hersenen van mensen die hoog scoren op tests van algemene intelligentie, sprake is van minder activatie (c.q. energieverbruik) bij het oplossen van problemen, vergeleken met mensen die hierop laag scoren.

## Erfelijkheid en omgeving
Decennia van onderzoek laten zien dat de intelligentie zoals die gemeten wordt met intelligentietests grotendeels een erfelijke eigenschap is.
Dat wil zeggen dat een deel van de (spreiding van de) gerealiseerde scores op intelligentietests, bij groepen van individuen, toegeschreven kan worden aan de invloed van de genen die intelligent gedrag mogelijk maken. Algemeen neemt men nu aan dat dit deel veertig à tachtig procent van de variantie in de scores verklaart. In relatief homogene populaties zoals Nederland wordt het erfelijke aandeel van de variantie in de populatie op tachtig procent geschat. Dit wil niet zeggen dat dit ook voor ieder afzonderlijk individu in die groepen geldt. Als men van ouders van een grote groep kinderen de scores (en de spreiding daarvan) op intelligentietests kent, kan men voor hun kinderen, als groep, een gemiddelde score (en spreiding van scores daaromheen) verwachten die in de buurt ligt van die van de ouders. Maar voor individuele kinderen kan men zulke verwachtingen niet hebben. Die kunnen gelijk intelligent zijn aan hun ouders, daarin meer op de vader dan op de moeder lijken, veel intelligenter zijn dan beiden, of juist veel minder intelligent. Alleen is de káns groter dat zij in dit opzicht wel op hun ouders zullen lijken. Maar de kinderen van ouders met een extreem hoge gemeten intelligentie zullen gemiddeld lager scoren dan hun zeer hoog scorende ouders, en kinderen van extreem laag scorende ouders zullen gemiddeld hoger uitkomen. Dit noemt men het regressie-effect.
Dat veel kinderen in hun intelligentie op hun ouders lijken komt ook door die andere belangrijke factor: de omgeving. Ouders creëren voor hun kinderen een leefomgeving. Door het land en de plaats waar zij het kind ter wereld brengen; door de armoede of welstand waarin zij het kind grootbrengen. En de (mede door ouders beïnvloede) motivatie van het kind. De combinatie van erfelijke aanleg en omgeving beïnvloedt uiteindelijk de intelligentiescore.
Een interessante onderzoeksgroep voor het analyseren van de bijdragen van erfelijkheid en omgeving zijn eeneiige tweelingen die vanaf kort na de geboorte opgroeien in twee totaal verschillende omgevingen. Het onderzoek naar deze vrij schaarse groep tweelingen heeft door de koppeling van gegevensbestanden uit diverse onderzoekscentra waardevolle nieuwe gegevens opgeleverd.

## Intelligentie en leeftijd
Intelligentie vormt een belangrijk aspect van de menselijke cognitie. Bij het ouder worden van volwassenen treedt er een geleidelijke verandering op in het patroon van cognitieve vermogens. Dit wordt ook wel aangeduid als cognitieve veroudering. Het vermogen tot abstract denken, en vooral ook de snelheid van de denkprocessen nemen bij het ouder worden geleidelijk af. Dit aspect noemde Cattell fluïde intelligentie. Dit komt ook tot uiting in intelligentietests. Standaardintelligentietests zoals de WAIS corrigeren voor dit leeftijdseffect, door gebruik te maken van normtabellen per leeftijdsgroep. Daarentegen neemt het aspect van intelligentie dat afhankelijk is van ervaring toe. Het laatste noemde Cattel gekristalliseerde intelligentie. Men kan het laatste eventueel ook wijsheid noemen.

## Sekseverschillen
Bij intelligentietests van het traditionele soort blijkt telkens dat de variatiebreedte bij jongens en mannen iets groter is dan bij meisjes en vrouwen. Dit betekent dat als men in een normaalverdeling van intelligentiescores de gevonden scores van beide seksen samenvoegt, er aan de beide uiteinden van de verdeling méér jongens en mannen dan meisjes of vrouwen zitten. Dus méér mannelijke hoogbegaafden dan vrouwelijke, maar ook méér mannelijke zwakbegaafden.
Wat de sekseverschillen op onderdelen van de intelligentie betreft is het van belang om te weten dat het gaat om verschillen in gemiddelde prestaties. Dat zegt dus niets over hoe bepaalde individuen van beide seksen presteren.
- Meisjes en vrouwen zijn in het voordeel op het gebied van gesproken en geschreven taal, en dus ook van het lezen. Een van de verklaringen hiervoor wordt gezocht in het feit dat bij mannen de taalfuncties meestal alleen door de linker hemisfeer worden aangestuurd, en bij vrouwen door beide hemisferen. Voor zover in intelligentietests een beroep gedaan wordt op lezen en taalbegrip zijn meisjes en vrouwen daarbij dus in het voordeel. Daar staat weer tegenover dat jongens en mannen gemiddeld minder moeite blijken te hebben met het oplossen van in woorden opgestelde redeneersommen. Een eenvoudig voorbeeld: “Eva heeft twee snoepjes. Zij heeft één snoepje minder dan Anna. Hoeveel snoepjes heeft Anna?” Meer meisjes dan jongens worden door dat ‘minder’ in de war gebracht en antwoorden: één.
- Jongens en mannen zijn beter in ruimtelijke oriëntatie. Als er dus in de intelligentiemetingen testjes worden opgenomen waarbij dit een rol speelt, halen zij doorgaans gemiddeld betere scores. Dit zou ook kunnen verklaren waarom zij gemiddeld beter zijn in het oplossen van taken met geometrische figuren. Maar op de bekende non-verbale test van Raven, de Raven Progressieve Matrijzen-test (die vroeger onder meer bij de keuring van Nederlandse dienstplichtigen werd gebruikt) worden internationaal geen verschillen in gemiddelde prestaties van de seksen gevonden.[20][21]

## Kunstmatige intelligentie
De studie van intelligent gedrag binnen de psychologie heeft ook geleid tot computertoepassingen met kunstmatige intelligentie die het ordenen van informatie, het synthetiseren, het selecteren en beoordelen daarvan nabootsen in complexe programma's. Andreas Kaplan en Michael Haenlein definiëren artificiële intelligentie als "het vermogen van een systeem om externe gegevens correct te interpreteren, om te leren van deze gegevens, en om deze lessen te gebruiken om specifieke doelen en taken te verwezenlijken via flexibele aanpassing."  Een voorbeeld zijn de schaakprogramma's voor computers. Robots die intelligent kunnen reageren op nieuwe situaties zijn een ander voorbeeld. Hoewel een computer processen als denken en intelligentie kan nabootsen, lijken deze simulaties vooral gebaseerd op de snelheid van doorzoeken van teksten of mogelijke oplossingen. In dit verband meent Douglas Hofstadter dat hierbij aan de kern van het menselijk denken, namelijk het begrijpen van logica en maken van analogieën wordt voorbijgegaan.